# Snatcher
Snatcher (スナッチャー, Sunatchā) est un jeu vidéo d'aventure (un roman graphique interactif) conçu et réalisé par Hideo Kojima pour la société Konami. Édité sur plusieurs machines, depuis le PC-8801 et le MSX 2 en 1988 jusqu'aux consoles 32 bits Saturn et PlayStation en 1996, seule la version Mega-CD a été traduite et distribuée en dehors du Japon. Jeu culte pour certains joueurs, ce jeu d'aventure reprend les thèmes de divers œuvres de science-fiction et de cyberpunk comme Blade Runner et Terminator.

## Synopsis
Moscou, le 6 juin 1996.
La « Catastrophe » se produit dans le laboratoire de recherche Russe Chernoton. Lucifer Alpha, une arme biologique secrète est relâchée dans l'atmosphère, tuant près de 80 % des habitants de l'Europe de l'est et de l'Eurasie. La moitié de la population mondiale est littéralement balayée.
50 ans plus tard…
- Décembre 2047, La ville de Neo Kobe, une ville de folie et de décadence…

L'humanité fait face à sa plus grande crise. Une mystérieuse forme de vie bioroïde est apparue. Sa vraie nature et son but sont inconnus. Est-ce l'arme secrète d'un pays, ou des extraterrestres d'un autre monde ?
Les Bioroïdes apparaissent en hiver, en tuant les gens et en prenant leur place dans la société. Ils utilisent une peau 
artificielle et peuvent transpirer et même saigner.
Ils sont à la fois homme et machine. Ils sont appelés « Snatchers » parce qu'ils usurpent l'identité de leurs victimes avant de prendre leur place.
Est-ce une personne ou un snatcher ?
Une nouvelle force de police, entrainée spécifiquement pour lutter contre les Snatchers, a été créée. Ce sont les JUNKERS (Japanese Undercover Neuro-Kinetic Elimination Rangers).
Gillian Seed, un amnésique nouvellement affecté dans cette nouvelle force de police appelée « Junkers », la section de police responsable de la lutte anti-Snatcher, va tenter de comprendre qui sont les Snatchers et en quoi son passé et celui de sa femme Jamie Seed est lié à eux…

## Type de jeu
Le joueur incarne Gillian Seed dans un jeu à la 1re personne entrecoupé de nombreuses scènes à la troisième personne.

## Principaux protagonistes
- Gillian Seed
- Jamie Seed
- Random Hajile
- Jean Jack Gibson
- Katrina Gibson
- Benson Cunningham
- Mika Slayton
- Harry Benson
- Napoleon
- Isabella Velvet

## Versions
- Snatcher, PC-8801 mk II, 26 novembre 1988
- Snatcher, MSX 2, 23 décembre 1988
- SD-Snatcher (en), MSX 2, 27 avril 1990
- Snatcher Pilot Disk, PC Engine (Super CD-ROM²), 7 août 1992
- Snatcher CD-ROMantic, PC Engine (Super CD-ROM²), 23 octobre 1992
- Snatcher, Mega CD, 1994
- Snatcher, PlayStation, 16 février 1996
- Snatcher, Sega Saturn, 29 mars 1996

Les versions sur PC-8801 et MSX2 ne contiennent pas la troisième partie de l'histoire (Act III).
La version Mega CD est inédite au Japon. C'est la seule version à avoir été traduite en anglais et publiée en Europe et aux États-Unis. 
SD Snatcher est une adaptation du jeu sous la forme d'un RPG.

## Adaptations
- 2011 : Sdatcher, adaptation radiophonique qui fait office de préquel à l'histoire de Snatcher. La série est dirigée par Hideo Kojima et scénarisée par Goichi Suda. Akira Yamaoka signe la musique.

## Clins d’œil
Dans Metal Gear Solid V: Ground Zeroes sur Xbox 360, Xbox One et, plus tard via une mise à jour, PS3 et PS4 une mission permet au joueur d'incarner Raiden ayant pour mission d’éliminer les snatchers du camp Omega.